# Johnny Rep
Pour les articles homonymes, voir REP.
Ne doit pas être confondu avec Johnny Depp.
 (février 2014).
Si vous disposez d'ouvrages ou d'articles de référence ou si vous connaissez des sites web de qualité traitant du thème abordé ici, merci de compléter l'article en donnant les références utiles à sa vérifiabilité et en les liant à la section « Notes et références ».
John Rep, dit Johnny Rep, né le 25 novembre 1951 à Zaandam (Pays-Bas), est un joueur de football néerlandais, actif de 1971 à 1987.
Joueur de plusieurs clubs européens tout au long de sa carrière, il joua en France au SC Bastia (1977-1979) puis à l'AS Saint-Étienne (1979-1983).
Avec l'équipe des Pays-Bas entre 1973 et 1982, il disputa deux finales de Coupe du monde en 1974 et 1978. Il est actuellement le meilleur buteur néerlandais en Coupe du monde avec 7 buts. Il fait partie du Club des Cent de l'Ajax d'Amsterdam.

## Biographie
John Nicholaas Rep naît le 25 novembre 1951 à Zaandam.

### Carrière en club

#### Débuts en fanfare à l'Ajax (1971-1975)
Après avoir commencé le football dans sa ville natale de Zaandam, il rejoint l'Ajax Amsterdam, aidé en cela par un oncle. 
Johnny Rep intègre le groupe pro en 1971 à l’âge de 20 ans. Il évolue aux côtés de joueurs renommés comme Johan Cruyff et Johan Neeskens, avec lesquels il réalise le triplé Coupe – Championnat – Coupe d’Europe des Clubs Champions (C1) en 1972.
L’année suivante, il remporte une nouvelle Coupe des clubs champions européens avec l’Ajax en marquant le but vainqueur en finale, contre la Juventus.

#### Passage à Valence (1975-1977)
Il s'engage avec le Valencia CF en 1975, après avoir tout gagné avec son club formateur.
Ses deux saisons en Espagne ne sont pas particulièrement marquantes, malgré de belles statistiques : 37 buts en 78 matches.

#### L'aventure bastiaise (1977-1979)
Après deux saisons en Espagne, alors qu’il est convoité par le Real Madrid (il déclare en 2016 n'avoir pas eu d'offre concrète du club madrilène), l'AZ Alkmaar ou le FC Cologne, il rejoint le SEC Bastia en 1977.
« Je ne savais pas où je mettais les pieds mais j'étais sûr de vouloir quitter l'Espagne pour retrouver ma place chez les Oranje. Dès mon arrivée, ils m'ont baladé. À ma descente d'avion, je souhaitais voir le stade, connaître mes conditions de travail, et eux voulaient absolument m'emmener à la meilleure table de l'île. Après un long repas, j'ai voulu faire un tour à Furiani et ils m'ont traîné à Saint-Florent où les paysages sont paradisiaques. Pareil ensuite avec Porto-Vecchio. Le soir, de guerre lasse, j'ai signé et je me suis endormi, harassé. Le lendemain, je me suis quand même rendu au stade avec Jules Filippi. J'ai eu un choc. Si je l'avais vu avant, je n'aurais jamais signé, mais je ne l'ai jamais regretté. »
Le SECB vient de perdre Dragan Dzajic et Zimako à l’intersaison, mais accueille un renfort de taille en la personne de Johnny Rep. Les joueurs de Pierre Cahuzac terminent 3e du championnat en 1977 et décrochent leur ticket pour la Coupe de l’UEFA la saison suivante.
Au terme d’une formidable épopée européenne 1978, les Bleus échouent en finale face au PSV Eindhoven. « C'est vraiment dommage de l'avoir perdue. On avait joué le match aller (0-0), en Corse, sur un très mauvais terrain. Un match qui n'aurait jamais dû avoir lieu. Au retour, aux Pays-Bas, on était arrivé exténués. On avait joué trois matches en une semaine. C'était bien trop ! Moi, en plus, je n'avais pas joué pendant quatre semaines avant cette finale à cause d'une luxation du coude. Cela avait vraiment été très difficile ! », déclare-t-il.

#### Les années vertes (1979-1983)

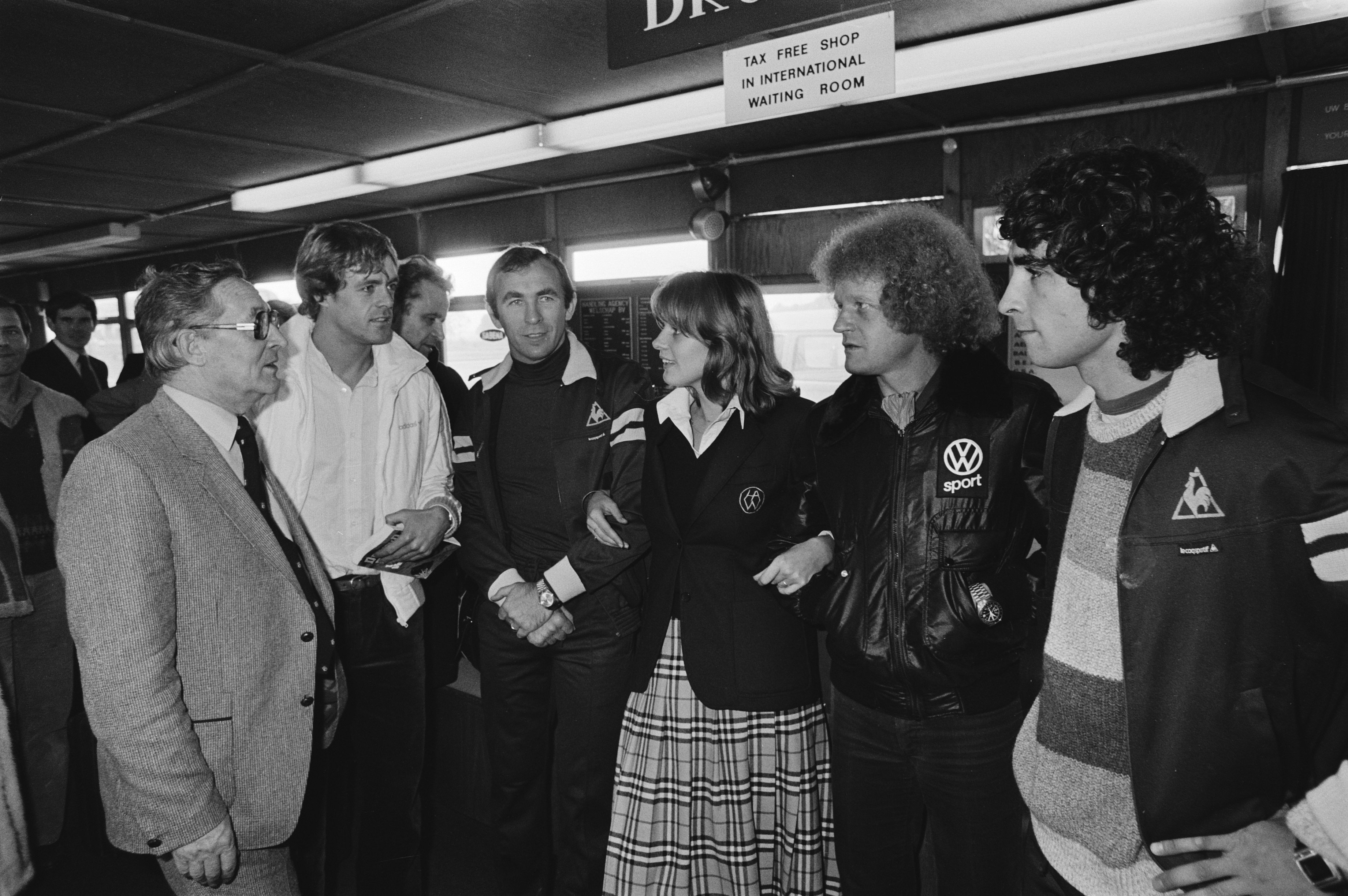
Déplacement de l'AS Saint-Étienne en 1979 (de g. à d. : Johnny Rep, Ivan Ćurković, l'entraîneur Robert Herbin et Dominique Rocheteau).

Élu meilleur joueur étranger du championnat, il quitte le Sporting Club de Bastia à l’intersaison 1979 pour rejoindre l'AS Saint-Étienne, en même temps que Michel Platini. Il y retrouve son ancien coéquipier Bastiais Jean-François Larios. 
En 1981, l’ASSE est sacrée championne devant le Football Club de Nantes, mais s'incline en finale de la Coupe de France face à l'ancienne équipe de Rep : Bastia.
L'affaire de la caisse noire ainsi que le déclin sportif de l'AS Saint-Étienne poussent Johnny Rep à quitter le club au terme de la saison 1982/1983, non sans regrets.
Dans une interview au magazine So Foot en 2015, il déclare être toujours très attaché à Saint-Étienne et qu'il n'aurait probablement pas quitté le club sans les déboires juridiques. Il demeure toujours très apprécié par les supporters des Verts bien après la fin de sa carrière.
En 2022, So Foot le classe dans le top 1000 des meilleurs joueurs du championnat de France, à la 121e place.

#### Fin de carrière aux Pays-Bas (1983-1987)
Rep, alors âgé de 32 ans, décide de rentrer aux Pays-Bas. 
Il rejoint le petit club de Zwolle durant une saison, puis passe deux saisons au Feyenoord Rotterdam avant de raccrocher définitivement les crampons en 1987, après une dernière saison au HFC Haarlem.

### Carrière en sélection

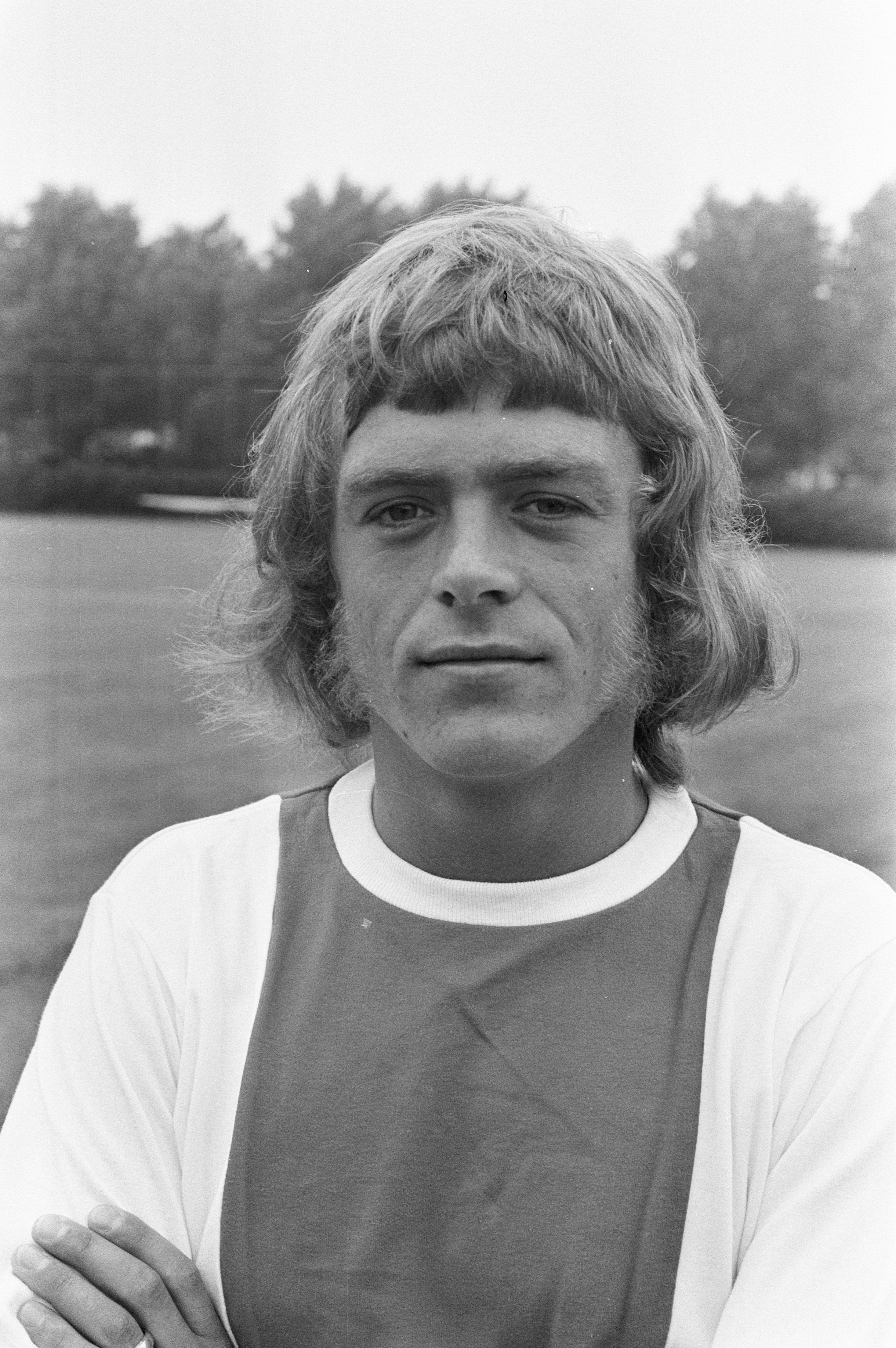
Johnny Rep en 1972.

En 1974, il participe avec l'équipe nationale des Pays-Bas, à la Coupe du Monde 1974. Les Oranje, comme on les surnomme, brillent durant cette compétition grâce à leur fameux football total, un style de jeu basé sur la rapidité des passes et la justesse technique (Encore réputé aujourd'hui). 
Les Néerlandais sont cependant défaits en finale du tournoi par la République fédérale d'Allemagne, le pays hôte, sur le score de 2 buts à 1.
Quatre années plus tard, quelques semaines après sa signature à Bastia, Rep retrouve la sélection nationale et s’envole pour l’Argentine pour y disputer la Coupe du monde 1978. 
Privés de Johan Cruyff (absent en partie pour ne pas cautionner la dictature argentine), les Pays-Bas réalisent un beau parcours mais s'inclinent de nouveau en finale face au pays organisateur, 3 buts à 1 cette fois-ci.
Johnny Rep totalise 42 matches les couleurs de la sélection, pour 12 buts inscrits entre 1973 et 1982.

## Statistiques
| Saison                | Club                  | Championnat           | Championnat | Championnat | Coupe(s) nationale(s) | Coupe(s) nationale(s) | Compétition(s) continentale(s) | Compétition(s) continentale(s) | Compétition(s) continentale(s) | Pays-Bas | Pays-Bas | Total | Total |
| Saison                | Club                  | Division              | M.          | B.          | M.                    | B.                    | Comp.                          | M.                             | B.                             | M.       | B.       | M.    | B.    |
| 1971-1972             | Ajax Amsterdam        | Eredivisie            | 8           | 1           | 2                     | 0                     | C1                             | 2                              | 0                              | -        | -        | 12    | 1     |
| 1972-1973             | Ajax Amsterdam        | Eredivisie            | 24          | 17          | 1                     | 0                     | C1                             | 9                              | 4                              | 1        | 1        | 35    | 22    |
| 1973-1974             | Ajax Amsterdam        | Eredivisie            | 33          | 14          | 3                     | 2                     | C1                             | 4                              | 1                              | 11       | 4        | 51    | 21    |
| 1974-1975             | Ajax Amsterdam        | Eredivisie            | 32          | 9           | 2                     | 2                     | C3                             | 4                              | 0                              | 3        | 0        | 41    | 11    |
| Sous-total            | Sous-total            | Sous-total            | 97          | 41          | 8                     | 4                     | -                              | 19                             | 5                              | 15       | 5        | 139   | 55    |
| 1975-1976             | Valencia CF           | Liga                  | 26          | 14          | 3                     | 1                     | -                              | -                              | -                              | 3        | 1        | 32    | 16    |
| 1976-1977             | Valencia CF           | Liga                  | 29          | 8           | 6                     | 2                     | -                              | -                              | -                              | 2        | 1        | 37    | 11    |
| Sous-total            | Sous-total            | Sous-total            | 55          | 22          | 9                     | 3                     | -                              | -                              | -                              | 5        | 2        | 69    | 27    |
| 1977-1978             | SEC Bastia            | Division 1            | 30          | 18          | 4                     | 1                     | C3                             | 9                              | 4                              | 10       | 4        | 53    | 27    |
| 1978-1979             | SEC Bastia            | Division 1            | 35          | 15          | 5                     | 1                     | -                              | -                              | -                              | 3        | 0        | 43    | 16    |
| Sous-total            | Sous-total            | Sous-total            | 65          | 33          | 9                     | 2                     | -                              | 9                              | 4                              | 13       | 4        | 96    | 43    |
| 1979-1980             | AS Saint-Etienne      | Division 1            | 31          | 15          | 7                     | 3                     | C3                             | 8                              | 5                              | 4        | 1        | 50    | 24    |
| 1980-1981             | AS Saint-Etienne      | Division 1            | 32          | 14          | 10                    | 1                     | C3                             | 7                              | 6                              | 2        | 0        | 51    | 21    |
| 1981-1982             | AS Saint-Etienne      | Division 1            | 34          | 8           | 7                     | 1                     | C1                             | 2                              | 0                              | 3        | 0        | 46    | 9     |
| 1982-1983             | AS Saint-Etienne      | Division 1            | 34          | 7           | 2                     | 0                     | C3                             | 4                              | 1                              | -        | -        | 40    | 8     |
| Sous-total            | Sous-total            | Sous-total            | 131         | 44          | 26                    | 5                     | -                              | 21                             | 12                             | 9        | 1        | 187   | 62    |
| 1983-1984             | PEC Zwolle            | Eredivisie            | 31          | 5           | 2                     | 1                     | -                              | -                              | -                              | -        | -        | 33    | 6     |
| Sous-total            | Sous-total            | Sous-total            | 31          | 5           | 2                     | 1                     | -                              | -                              | -                              | -        | -        | 33    | 6     |
| 1984-1985             | Feyenoord Rotterdam   | Eredivisie            | 17          | 2           | 2                     | 0                     | C1                             | 2                              | 1                              | -        | -        | 21    | 3     |
| 1985-1986             | Feyenoord Rotterdam   | Eredivisie            | 26          | 3           | 2                     | 2                     | C3                             | 2                              | 0                              | -        | -        | 30    | 5     |
| Sous-total            | Sous-total            | Sous-total            | 43          | 5           | 4                     | 2                     | -                              | 4                              | 1                              | -        | -        | 51    | 8     |
| 1986-1987             | Haarlem               | Eredivisie            | 5           | 0           | -                     | -                     | -                              | -                              | -                              | -        | -        | 5     | 0     |
| Sous-total            | Sous-total            | Sous-total            | 5           | 0           | -                     | -                     | -                              | -                              | -                              | -        | -        | 5     | 0     |
| Total sur la carrière | Total sur la carrière | Total sur la carrière | 427         | 150         | 58                    | 17                    | -                              | 53                             | 22                             | 42       | 12       | 580   | 201   |

### Reconversion
Après sa carrière, il travaille comme entraîneur puis recruteur. 
| Période   | Club                       | Compétition   | Fonction   |
| --------- | -------------------------- | ------------- | ---------- |
| 1994-1996 | VV Zwarte Schapen Pays-Bas | KNVB Amateurs | Entraîneur |
| 1996-2001 | FC Omniworld Pays-Bas      | KNVB Amateurs | Entraîneur |
| 2002-2005 | Texel'94 Pays-Bas          | KNVB Amateurs | Entraîneur |
| 2007-2008 | RKSV Pancratius Pays-Bas   | KNVB Amateurs | Entraîneur |

Il collabore au journal De Telegraaf en 2016, il est régulièrement chargé de noter les joueurs après les matches.
En 2013, il déclare avoir pris des amphétamines au cours de sa carrière.

## Style de jeu
Joueur très polyvalent, il pouvait prendre tous les postes en attaque, il est surtout connu pour l'esthétisme de son jeu et sa « vista ». Une bonne vitesse de course, le sens du dribble et de l'appui de ses partenaires lui faisaient marquer beaucoup de buts. Il avait aussi un bon jeu de tête. Il savait se faire oublier pour conserver ses qualités sur la durée des matches.

## Palmarès

### En club
Ajax Amsterdam :

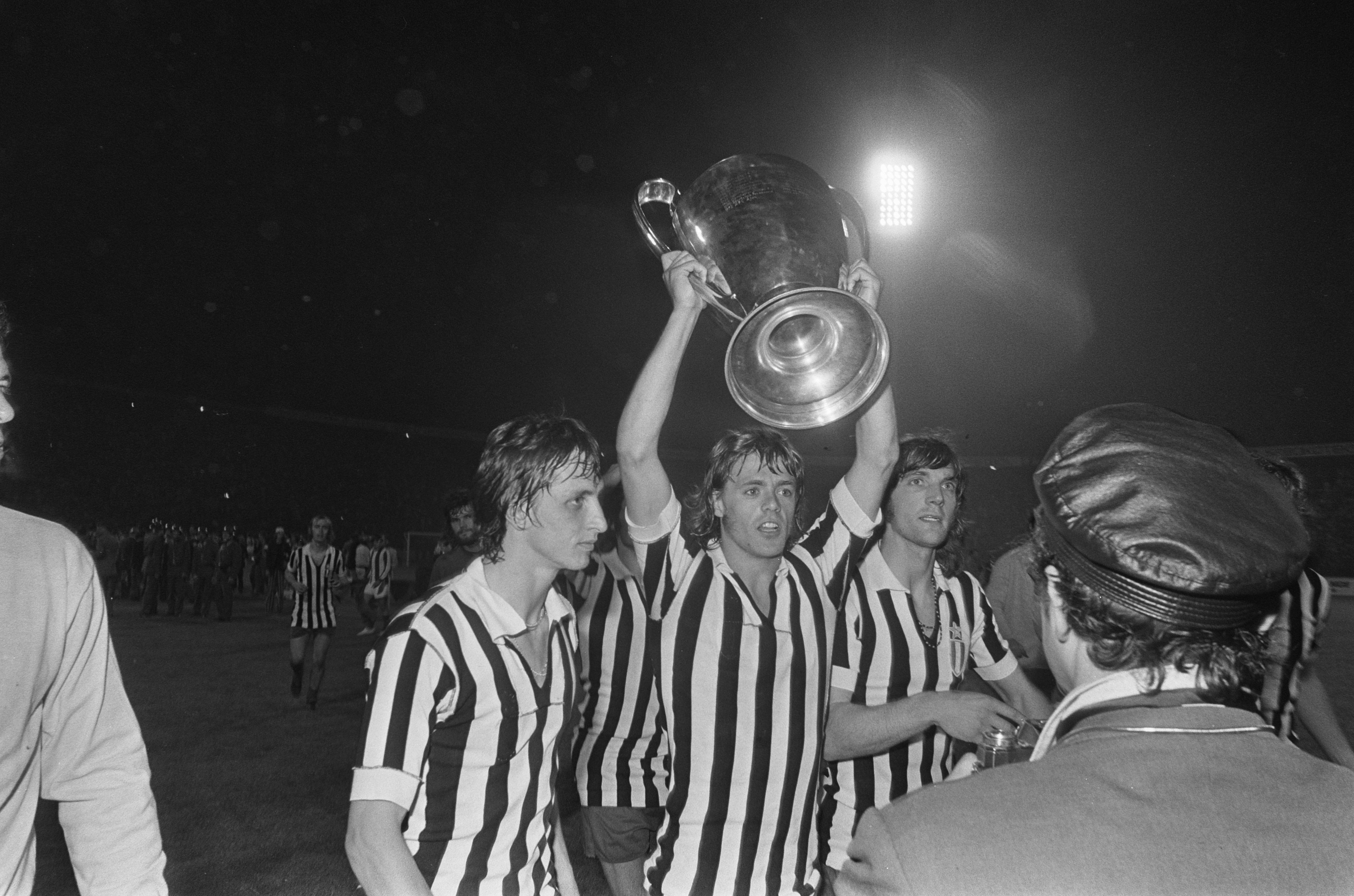
Johnny Rep brandissant la Coupe d'Europe des clubs champions en 1973, entouré de Johan Cruyff (à gauche) et de Ruud Krol (à droite)

- Champion des Pays-Bas en 1972 et en 1973
- Vainqueur de la Coupe des Pays-Bas en 1972
- Vainqueur de la Coupe d'Europe des Clubs Champions en 1972 et en 1973
- Vainqueur de la Coupe Intercontinentale en 1972
- Vainqueur de la Supercoupe d'Europe en 1973

 SEC Bastia :
- Finaliste de la Coupe de l'UEFA en 1978

 AS Saint-Étienne :
- Champion de France en 1981
- Vice-champion de France en 1982
- Finaliste de la Coupe de France en 1981 et en 1982
- Vainqueur du tournoi de la communauté urbaine de Lille en 1979

### En équipe des Pays-Bas
- 42 sélections et 12 buts entre 1973 et 1982
- Participation à la Coupe du monde en 1974 (Finaliste) et en 1978 (Finaliste)
- Participation au Championnat d'Europe des Nations en 1976 (3e) et en 1980 (Premier Tour)

### Distinctions individuelles
- Élu meilleur joueur étranger de Division 1 par le magazine France Football en 1978
- Meilleur buteur de l'histoire de l'AS Saint-Étienne en Coupe d'Europe (11 buts)
- Meilleur buteur des Pays-Bas en Coupe du Monde (7 buts)

## Hommages

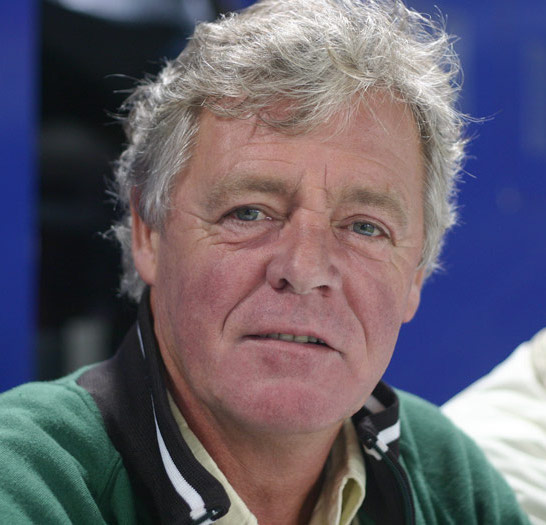
Johnny Rep en 2006.

### Dans la musique
En 2004, le groupe Mickey 3D, originaire de la région de Saint-Étienne, a écrit la chanson Johnny Rep en hommage au joueur de l'ASSE.
La chanson évoque le coup du chapeau (24e, 52e sp, 69e) réalisé par Johnny Rep le 3 octobre 1979, au stade Geoffroy-Guichard, lors du match retour du premier tour de la Coupe de l'UEFA 1979-1980 contre le Widzew Łódź (victoire 3-0).
Johnny Rep séduit également là où il n'a pas joué, puisque le groupe irlandais de rock indépendant Johnny Rep a choisi de s'appeler ainsi en hommage au joueur.

### Dans les jeux vidéo
Rep apparait notamment dans le jeu Pro Evolution Soccer 2005.